# Yolanda Hughes-Heying
Yolanda Hughes-Heying (Murfreesboro, Tennessee; 30 de octubre de 1963) es una culturista profesional estadounidense.

## Primeros años y educación
Nacida con el nombre de Yolanda Hughes, es natural de la ciudad de Murfreesboro, en el estado estadounidense de Tennessee. Criada por su abuela, era una de cinco hijos. Su abuela quería que se dedicara a la gimnasia. De joven, pasó mucho tiempo en el centro juvenil local explorando sus intereses en los deportes y la forma física. Mientras asistía a la escuela secundaria, destacó académicamente en las áreas de psicología y geografía.
En su último año de instituto, Yolanda compitió a nivel local y estatal en atletismo y consiguió varios títulos, dominando los 110 vallas, los 100 metros, el salto de longitud y los 440 relevos. Aunque su principal interés en ese momento era el atletismo, la gimnasia le permitió desarrollar una sensación de bienestar a través de un enfoque interno y una clara determinación de éxito. Se dedicó a la gimnasia entrenando y compitiendo tanto en competiciones locales como estatales. Con el tiempo, aspiró a competir a nivel nacional con la esperanza de alcanzar su sueño final de convertirse en una gimnasta olímpica de talla mundial.

## Carrera como culturista

### Amateur
En 1981, tras graduarse en el instituto, Yolanda fue aceptada con una beca completa en la Universidad de Western Kentucky, donde continuó con sus estudios de atletismo y gimnasia. Ese mismo año, durante una sesión de entrenamiento de gimnasia, un culturista y luchador local, Hillbillie Jim, más conocido por sus combates con la WWE, se acercó a ella y le pidió que participara en una competición local de culturismo femenino que estaba promoviendo. Al principio se mostró reticente, ya que su primera afición fue el atletismo y la gimnasia, y no se veía compitiendo en el ámbito del culturismo femenino. Después de conversar con Jim, pronto se dio cuenta de que tenía el potencial de estar en la vanguardia para forjar una dirección para las mujeres en este deporte, en todo el mundo. Pero había otra preocupación, la competición que se avecinaba estaba a sólo cuatro semanas de distancia. Fue recompensada con un segundo puesto.
En 1982, Yolanda se fue a California, matriculándose en el Saddleback College. Entró en el equipo de atletismo y, tras exhibir su nivel de habilidad, recibió una beca parcial para proseguir sus estudios. Mientras tanto, siguió interesándose por el culturismo femenino y la gimnasia, y pasaba la mayor parte de su tiempo libre en el gimnasio entrenando en pos de sus objetivos deportivos.
En 1984, después de comprobar que su beca se había agotado y con las presiones de los compromisos familiares adicionales, Yolanda se enfrentó a la dura decisión de dejar su carrera académica y centrarse en sus habilidades atléticas. Ese mismo año, gracias al estatus que había alcanzado en las competiciones locales, se ganó por fin el derecho a competir en un concurso nacional de culturismo femenino. Comenzó su riguroso entrenamiento en el gimnasio de San Clemente (California), donde recibió un gran apoyo y ánimo por parte de los habituales del gimnasio. En su primera participación obtuvo un tercer puesto y una gran cantidad de conocimientos y experiencia que más tarde utilizaría para obtener el segundo puesto en 1991 en los nacionales de Estados Unidos.
Mientras entrenaba, Yolanda apenas tenía tiempo para nada más en su vida, hasta que conoció y acabó casándose con Thomas Heying, que estaba de visita en Estados Unidos desde Alemania. Más tarde, Thomas regresaría a Alemania, seguido por ella unos meses más tarde. Residió con Thomas en Gütersloh. Obtuvo su tarjeta profesional al ganar el campeonato mundial amateur en 1992.

### Profesional
En 1997 y 1998, Yolanda quedó primera en el concurso de Ms. International. Compitió en seis concursos de Ms. Olympia, quedando en segundo lugar tras Kim Chizevsky-Nicholls en el Ms. Olympia de 1998. Apareció en portadas y reportajes de publicaciones como Muscle & Fitness, Flex, Female Bodybuilding y Muscular Development.

### Retiro
Tras quedar en tercer lugar en la Ms. International de 1999, Yolanda se retiró del culturismo.

### Historial competitivo
- 1984 - NPC Ironmaiden - 2.º puesto (HW)
- 1988 - NPC Los Angeles Championship - 2.º puesto (HW)
- 1988 - NPC Orange County Classic - 1º puesto (HW y Overall)
- 1988 - NPC USA Championship - 6.º puesto (HW)
- 1989 - NPC USA Championship - 5.º puesto (HW)
- 1990 - NPC USA Championship - 4.º puesto (HW)
- 1990 - NPC Nationals - 3.º puesto (HW)
- 1991 - NPC USA Championship - 2.º puesto (HW)
- 1991 - NPC Nationals - 3.º puesto (HW)
- 1991 - IFBB World Amateur - 2.º puesto (HW)
- 1992 - IFBB World Amateur - 1º puesto (HW)
- 1992 - IFBB Ms. Olympia - 8.º puesto
- 1993 - Ms. International - 5.º puesto
- 1993 - IFBB Ms. Olympia - 11.º puesto
- 1994 - Ms. International - 3.º puesto
- 1994 - IFBB Ms. Olympia - 8.º puesto
- 1995 - IFBB Ms. Olympia - 10.º puesto
- 1996 - Ms. International - 4.º puesto
- 1997 - Ms. International - 1º puesto
- 1997 - IFBB Ms. Olympia - 3.º puesto
- 1998 - Ms. International - 1º puesto
- 1998 - IFBB Ms. Olympia - 2.º puesto
- 1999 - Ms. International - 3.º puesto[2][3]

## Vida personal
En 2001, tomó clases de pole dance en Los Ángeles (California). En Vancouver (Washington), Hughes se formó con una instructora de fitness de pole dance, que fue campeona mundial de Pole Fit y ganó la categoría de mejor contorsionista. En 2005, abrió un estudio de entrenamiento especial llamado Fitness Exotica en el que ofrece formación y lecciones a los clientes, como en fitness y estriptis.
Yolanda hizo un cameo en la película Rollerball de 2002.